# Władca Pierścieni: Drużyna Pierścienia (gra komputerowa)
Władca Pierścieni: Drużyna Pierścienia – przygodowa gra akcji z elementami RPG, wyprodukowana przez studio Surreal i wydana 24 września 2002 (w Polsce 20 grudnia) przez Activision Blizzard na PC, PlayStation 2, Xbox i Game Boy Advance. Fabuła opiera się na książce J.R.R. Tolkiena pt. Drużyna Pierścienia i skupia się na wędrówce tytułowej Drużyny, nie jest jednak związana z filmową ekranizacją tej książki.

## Rozgrywka
Gracze wcielają się w trzech bohaterów (Gandalfa, Aragorna i Froda), przy czym nie jest to wybór dowolny, kierowana postać jest narzucana w zależności od poziomu, na którym gracz się znajduje. Każda z nich ma specjalne umiejętności np. Gandalf umie rzucać czary. Gracz musi wypełniać zadania, które (z nielicznymi wyjątkami) są przydzielane automatycznie po wypełnieniu poprzednich, napotykając też przeciwników (orków, trolli itd.) którzy mu w tym przeszkadzają. W grze dostępne są dwa widoki: normalny z trzeciej, oraz z pierwszej osoby, używany np. przy używaniu broni miotanej. System walki jest prosty – można jedynie blokować ciosy wrogów, zadawać je, używać broni miotanej, czarów w przypadku Gandalfa oraz kopać wrogów, jeżeli gramy Aragornem.

## Odbiór
Gra spotkała się z mieszanym przyjęciem. Artur Okoń z portalu Gry-Online chwalił między innymi dobrą grafikę, a także eksplorację świata, lecz krytykował na przykład uproszczony system walki i bardzo krótki czas potrzebny do przejścia gry.